# Distretto di Ocú
Il distretto di Ocú è un distretto di Panama nella provincia di Herrera con 15.539 abitanti al censimento 2010

## Geografia antropica

### Suddivisioni amministrative
Il distretto è suddiviso in sette comuni (corregimientos):
- Ocú
- Cerro Largo
- Los Llanos
- Llano Grande
- Peñas Chatas
- El Tijera
- Menchaca